# Пегулицианин
Пегулицианин — флуоресцентный препарат, предназначенный для интраоперационного определения раковых тканей во время лампэктомии при раке молочной железы. Одобрен для применения: США (2024)..

## Механизм действия
Флуоресцентный препарат

## Показания
Интраоперационное определения раковых тканей во время лампэктомии при раке молочной железы

## Способ применения
Вводят внутривенно за 2-6 часов до начала операции.